# Mikael Kuronen
Mikael Kuronen (Tampere, 14 marzo 1992) è un hockeista su ghiaccio finlandese, di ruolo ala destra.